# Charme And Shake
Charme And Shake è il primo album solista di Bengi, pubblicato per la Irma Records con lo pseudonimo Bengi Jumping.

## Tracce

### CD (Irma IRM 857)
1. Ice Cream Pusher - 2:48
2. Checkmate - 5:30
3. Frisch Vom Friseur - 3:45
4. Free Your Spirit - 3:18
5. I`m Not A DJ - 3:46
6. Charme And Shake! - 2:40
7. Nueva Bossa Nova - 3:31
8. Do One More Time - 4:11
9. Nasty Lover - 3:16
10. Modernità - 3:55
11. Analcoholic Funky - 3:43
12. Alcoholic Fuzz - 4:21
13. Alright! - 2:46
14. Low Fi Tango - 3:39
15. All Of You (I Love You) - 2:44
16. Sandokan - 1:38

Nota: sulla copertina del disco i titoli delle tracce 7 e 8 sono invertiti.

## Singoli
1. Ice Cream Pusher (maggio 2007)
2. Checkmate (aprile 2009) solo digitale

## Musicisti
- Daniele "Bengi Jumping" Benati: voce, chitarra e tutti gli altri strumenti tranne:
- Claudio "Shiffer" Zanoni: tromba;
- Vincenzo "Vince" Murè: tastiere;
- Corrado Terzi: sassofono e clarinetto;
- May, Tullia, Vero: voce.